# Elaeodendron trinitensis
Elaeodendron trinitensis är en benvedsväxtart som beskrevs av Johannes Bisse. Elaeodendron trinitensis ingår i släktet Elaeodendron och familjen Celastraceae. Inga underarter finns listade.